# Copa Argentina
La Copa Argentina (in italiano Coppa d'Argentina) è il torneo ufficiale di calcio ad eliminazione diretta organizzato dall'Asociación del Fútbol Argentino a partire dal 2011.

## Storia

### Edizione pilota
Una prima coppa nazionale argentina fu disputata nel 1969, organizzata dall'AFA per qualificare una sua rappresentante alla Coppa delle Coppe Sudamericana. Parteciparono i club di Primera División ed alcune squadre dei campionati regionali.
L'unico vincitore di questo torneo fu il Boca Juniors che vinse in finale sull'Atlanta con il risultato globale di 3 a 2, frutto di una vittoria casalinga all'andata per 3 a 1 ed una sconfitta esterna al ritorno per 1 a 0. In ogni caso il Boca si qualificò alla Coppa Libertadores dell'anno seguente con la vittoria del Torneo Nacional, e così l'Atlanta prese il suo posto nella Coppa delle Coppe Sudamericana.
Una seconda manifestazione fu poi iniziata nel 1970, ma il torneo fu abbandonato dopo la finale di andata, finita con il risultato di 2-2 tra San Lorenzo e Vélez Sarsfield.

### La nuova coppa
La nuova coppa nazionale argentina ha debuttato nel 2011, ed è storicamente il primo torneo del paese a coinvolgere squadre di categorie diverse. Questa competizione ad eliminazione, un formato insolito per manifestazioni interne in Sudamerica, è stata voluta dal presidente federale Julio Grondona in seguito alla retrocessione del River Plate, in modo da garantire comunque al prestigioso club la possibilità di confrontarsi con le squadre di massima serie.
Esplicitamente ispirata alla FA Cup la Coppa Argentina mette di fronte i club delle due categorie nazionali, delle tre divisioni metropolitane, delle prime due categorie dell'interno, e i club dell'estremo sud del paese, per un totale di 186 partecipanti.
La competizione si svolge su una fase preliminare che coinvolge le società minori, e su un tabellone principale cui accedono di diritto i 40 club nazionali, e per qualificazione le 24 vincitrici dei preliminari. Tutti i turni si svolgono in eliminazione secca su gara unica, ed è prevista la designazione di un campo neutro per la finale. La vincitrice della coppa si qualifica di diritto per la Coppa Libertadores e per la Supercopa Argentina.

## Albo d'oro
| Stagione  | Vincitrice             | Finalista              | Risultato              | Stadio                           |
| --------- | ---------------------- | ---------------------- | ---------------------- | -------------------------------- |
| 1969      | Boca Juniors           | Atlanta                | 3-1                    | Gasómetro                        |
| 1969      | Boca Juniors           | Atlanta                | 0-1                    | Gasómetro                        |
| 1970-1971 | (Trofeo non assegnato) | (Trofeo non assegnato) | (Trofeo non assegnato) | (Trofeo non assegnato)           |
| 2011-2012 | Boca Juniors           | Racing Club            | 2-1                    | San Juan del Bicentenario        |
| 2012-2013 | Arsenal Sarandí        | San Lorenzo            | 3-0                    | Bicentenario Ciudad de Catamarca |
| 2013-2014 | Huracán                | Rosario Central        | 0-0 (5-4 dtr)          | San Juan del Bicentenario        |
| 2014-2015 | Boca Juniors           | Rosario Central        | 2-0                    | Mario Alberto Kempes             |
| 2015-2016 | River Plate            | Rosario Central        | 4-3                    | Mario Alberto Kempes             |
| 2016-2017 | River Plate            | Atl. Tucumán           | 2-1                    | Malvinas Argentinas              |
| 2017-2018 | Rosario Central        | Gimnasia (LP)          | 1-1 (4-1 dtr)          | Malvinas Argentinas              |
| 2018-2019 | River Plate            | Central Córdoba (SdE)  | 3-0                    | Malvinas Argentinas              |
| 2019-2020 | Boca Juniors           | Talleres (C)           | 0-0 (5-4 dtr)          | Unico Madre de Ciudades          |
| 2022      | Patronato              | Talleres (C)           | 1-0                    | Malvinas Argentinas              |
| 2023      | Estudiantes (LP)       | Defensa y Justicia     | 1-0                    | La Fortaleza                     |
| 2024      | Central Córdoba (SdE)  | Vélez Sarsfield        | 1-0                    | Stadio 15 aprile                 |

### Statistiche per squadra
| Club                  | Vittorie | Secondi posti |
| --------------------- | -------- | ------------- |
| Boca Juniors          | 4        | -             |
| River Plate           | 3        | -             |
| Rosario Central       | 1        | 3             |
| Central Córdoba (SdE) | 1        | 1             |
| Arsenal Sarandí       | 1        | -             |
| Huracán               | 1        | -             |
| Patronato             | 1        | -             |
| Estudiantes (LP)      | 1        | -             |
| Talleres (C)          | -        | 2             |
| Atlanta               | -        | 1             |
| Racing Club           | -        | 1             |
| San Lorenzo           | -        | 1             |
| Atl. Tucumán          | -        | 1             |
| Gimnasia (LP)         | -        | 1             |